# Angelo Scarabello
Angelo Scarabello (Este, 13 dicembre 1712 – Padova, 5 giugno 1795) è stato un orafo, scultore e argentiere italiano.

## Biografia

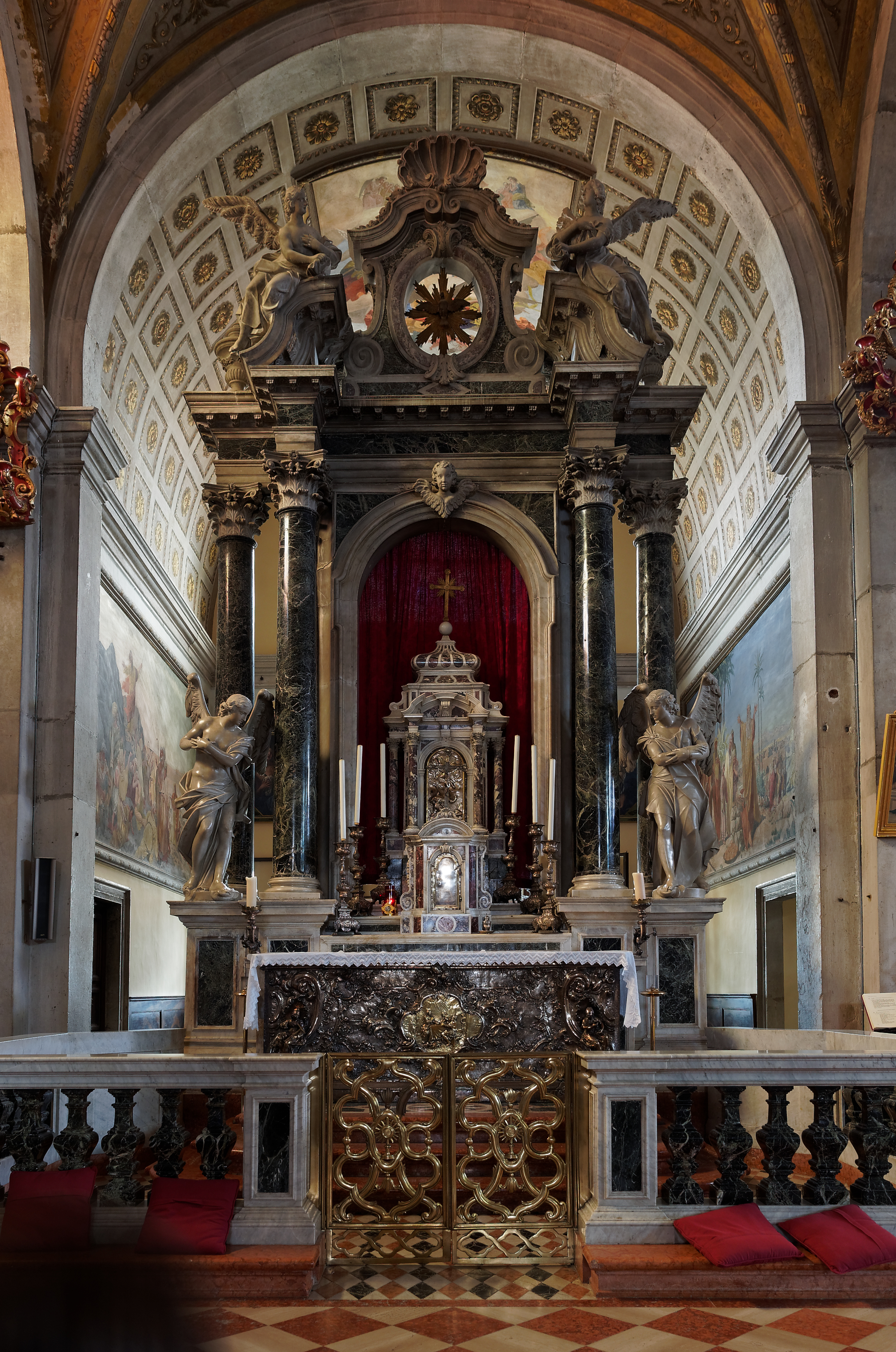
Chiesa di Sant'Eufemia (Rovigno) - altare con paliotto di Angelo Scarabello

Non si hanno notizie biografiche dell'argentiere Angelo Scarabello - attivo a Padova, a Venezia e in Veneto nella seconda metà del Settecento - che ha realizzato oggetti per il culto: ostensori, portelle per tabernacoli, reliquari, a volte contrassegnati con le sue iniziali A S. Nella Basilica del Santo, a Padova, ha scolpito le porte delle nicchie della Cappella del Tesoro e realizzato decorazioni per l'altare dell'Arca. Eseguì anche, a sbalzo, cornici per cartaglorie.

### Altre opere

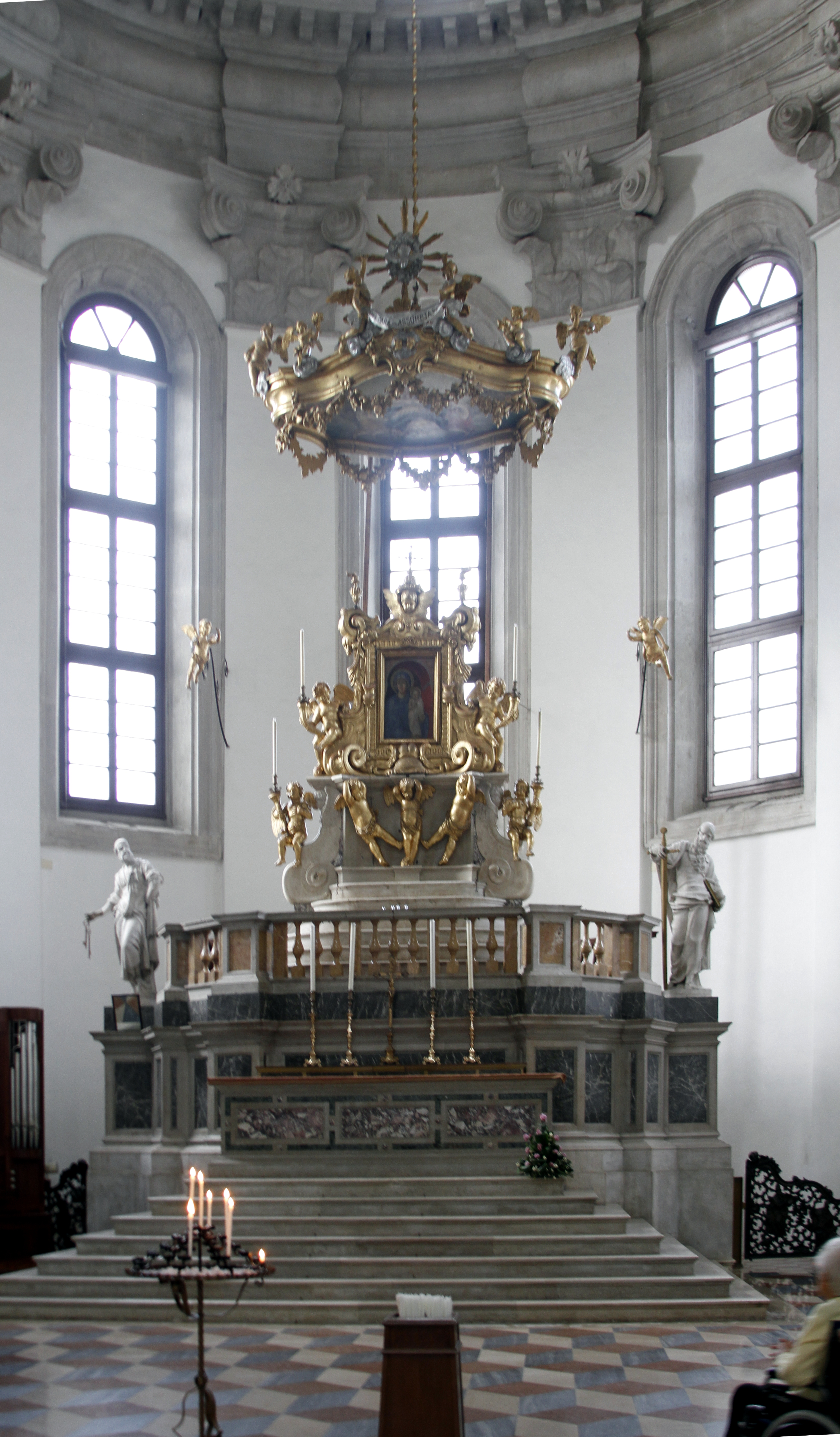
Altare della Madonna dei Miracoli - Duomo di Padova

- Nel Duomo di Padova, nella Cappella della Madonna dei Miracoli, ai lati dell'altare sono stati posti i cancelli di bronzo con i Dottori della chiesa, cancelli che una volta si trovavano a chiusura del presbiterio.
- Alcune oreficerie sacre sono conservate nel Museo diocesano di Padova e altre nell'abbazia di Praglia, monastero benedettino nel comune di Teolo.
- Una Cena in Emmaus, in argento sbalzato, è sulla porta di un tabernacolo, nella Chiesa di Santa Maria della Visitazione (Venezia). Questo tabernacolo è fornito di due sportelli: uno sul retro dell'altare che ha la raffigurazione di un Calice con ostia e sul fronte c'è la portella con l'immagine in argento della Cena in Emmaus, entro una cornice marmorea intarsiata di lapislazzulo.
- Un paliotto d'altare è nella Chiesa di Sant'Eufemia (Rovigno).
- Il Reliquiario del Santissimo Sangue di Gesù, è a Venezia, nella chiesa di Santa Maria Formosa. L'edicola che accoglie la teca con l'ampolla del Sangue di Cristo, è posta tra quattro colonne tortili sormontate da una trabeazione, su cui poggia un cupolino traforato che termina con una fiammella.
- Il Reliquiario del beato Gregorio Barbarigo[1] fu offerto nel 1800 da papa Pio VII alla Basilica di San Giovanni in Laterano.